# Верле, Бландин
Бландин Верле (фр. Blandine Verlet; 27 февраля 1942, Париж — 30 декабря 2018) — французская клавесинист
ка.

## Биография
Бландин родилась в семье известного французского историка искусств и хранителя Луврского музея Пьера Верле (1908—1987).
Окончила Парижскую консерваторию у Марсели де Лакур (1963), в том же году была удостоена специального приза на Международном конкурсе ARD в Мюнхене. Училась также в Академии Киджи у Руджеро Джерлина.
Записала все клавирные сочинения Франсуа Куперена, Луи Куперена и Жана Филиппа Рамо, произведения Доменико Скарлатти, Джироламо Фрескобальди, Иоганна Фробергера, Элизабет Жаке де ла Герр, Гольдберг-вариации и «Хорошо темперированный клавир» Иоганна Себастьяна Баха, 16 сонат для скрипки и клавесина Моцарта (с Жераром Пуле). Преподавала в различных региональных консерваториях Франции.

## Труды о музыке
Опубликовала книгу заметок и размышлений о музыке «Музыкальное приношение» (фр. L'offrande musicale; 2002).

## Признание
Ей присуждены премии Академии Шарля Кро, Академии грамзаписи Франции.